# Yuri Nagibin
Yuri Markovich Nagibin (em russo: Юрий Маркович Нагибин; Moscou, 3 de abril de 1920 - Moscou, 17 de junho de 1994) foi um escritor, roteirista e romancista soviético e russo.

## Biografia
Yuri Nagibin nasceu em Moscou. A mãe de Nagibin, Ksenia Nagibina, estava grávida dele quando seu pai — Kirill Nagibin, um nobre russo — foi executado como contrarrevolucionário antes de ele nascer. Ele foi criado por seu padrasto judeu Mark Leventhal, que também foi preso e enviado para o exílio interno no Norte da Rússia na República de Cómi em 1927. Nagibin não sabia quem era seu verdadeiro pai, então ele presumiu que ele era parcialmente judeu (a mãe de Nagibin era de etnia russa). Ele descobriu tarde na vida que seus pais eram de fato russos, mas ele conscientemente se relacionou com judeus e condenou o antissemitismo, tendo sofrido muitos incidentes antissemitas em sua juventude.
Em 1938, ele entrou na Universidade Médica Estatal de Moscou, mas a deixou para ir para a VGIK. Ele escreveu sua primeira história em 1940 e logo se tornou membro da União dos Escritores Soviéticos. A Segunda Guerra Mundial encerrou sua educação. Em 1942, ele se juntou ao Exército Vermelho como comissário político. «Meu conhecimento da língua alemã determinou minha especialidade de guerra. Fui enviado para o 7º departamento da Diretoria Política Principal do Exército Soviético — o que significava contrapropaganda. Servi como contrapropagandista e instrutor político, minha patente era igual à de tenente. Primeiro a Frente de Volkhov, a Frente de Leningrado, depois fui enviado para a Frente de Voronezh». Após uma contusão séria, ele retornou à frente como correspondente de guerra. Em 1943, ele publicou sua primeira coleção de histórias.
Nagibin foi um dos mais prolíficos roteiristas soviéticos, mas também escreveu vários romances e novelas, bem como muitos contos e artigos de jornal. Entre os tópicos que explorou estavam a Grande Guerra Patriótica, a vida de pessoas simples após a guerra, suas memórias de infância, prosa de aldeia, temas ecológicos e história russa. Ele viajou muito — tanto dentro quanto fora da URSS, o que também influenciou seus escritos. Um de seus roteiros foi Krasnaya palatka, baseado na história da expedição de Umberto Nobile ao Polo Norte, que foi amplamente reescrito durante o processo de filmagem do filme de mesmo nome. Ele também coescreveu o roteiro do filme soviético-japonês Dersu Uzala, dirigido por Akira Kurosawa, que recebeu um Oscar de Melhor Filme Estrangeiro em 1976.
Em outubro de 1993, ele assinou a Carta dos Quarenta e Dois.
Nagibin foi casado seis vezes, mas não deixou filhos. Entre suas esposas estava Valentina Likhachyova — filha de Ivan Likhachev — e a aclamada poetisa soviética Bella Akhmadulina. Sua última esposa, Alla Nagibina, relembrou: «Nós nos conhecemos na festa. Ele era casado, e eu também... Moscou não me recebeu. Ninguém poderia estar ao lado dele depois de Bella. Bella era incrivelmente talentosa e bonita, a estrela de seu tempo. Nagibin também não era um garoto comum. Ele era rico como Creso e bonito como Alain Delon». No entanto, eles viveram juntos por 25 anos, até a morte de Nagibin.
Ele morreu em Moscou em 17 de junho de 1994 e foi enterrado no Cemitério Novodevichy.

## Roteiros
- Trudnoye schast'ye (1958)
- Samyy medlennyy poyezd (1963)
- Predsedatel (1964)
- Devochka i ekho (1964)
- Babye tsarstvo (1967)
- Direktor (1969)
- Chaykovskiy (1969)
- La tenda rossa (1969)
- Under en steinhimmel (1974) (co-escrito com Sigbjørn Hølmebakk)
- Dersu Uzala (1975) (co-escrito com Akira Kurosawa)
- Jarosław Dąbrowski (1976)
- Tak nachinalas' legenda (1976)
- Pozdnyaya vstrecha (1978)
- Detstvo Bembi (1985)
- Yunost' Bembi (1986)
- Gardemariny, vperyod! (1988)
- Vivat, gardemariny! (1991)
- Gardemariny III (1992)